# Comuna Gănești, Mureș
Gănești (în maghiară: Vámosgálfalva, în germană: Gallendorf) este o comună în județul Mureș, Transilvania, România, formată din satele Gănești (reședința), Păucișoara, Seuca și Sub Pădure.

## Demografie
Componența etnică a comunei Gănești
     Maghiari (59,31%)
     Români (23,79%)
     Romi (11,72%)
     Alte etnii (5,17%)
Componența confesională a comunei Gănești
     Reformați (49,82%)
     Ortodocși (26,29%)
     Penticostali (6,87%)
     Romano-catolici (4,95%)
     Unitarieni (2,4%)
     Creștini după evanghelie (1,34%)
     Martori ai lui Iehova (1,21%)
     Alte religii (1,37%)
     Necunoscută (5,75%)
Conform recensământului efectuat în 2021, populația comunei Gănești se ridică la 3.131 de locuitori, în scădere față de recensământul anterior din 2011, când fuseseră înregistrați 3.573 de locuitori. Majoritatea locuitorilor sunt maghiari (59,31%), cu minorități de români (23,79%) și romi (11,72%). Din punct de vedere confesional, cei mai mulți locuitori sunt reformați (49,82%), cu minorități de ortodocși (26,29%), penticostali (6,87%), romano-catolici (4,95%), unitarieni (2,4%), creștini după evanghelie (1,34%) și martori ai lui Iehova (1,21%), iar pentru 5,75% nu se cunoaște apartenența confesională.

## Politică și administrație
Comuna Gănești este administrată de un primar și un consiliu local compus din 13 consilieri. Primarul, Elemér Balog[*], de la Uniunea Democrată Maghiară din România, este în funcție din 2012. Începând cu alegerile locale din 2024, consiliul local are următoarea componență pe partide politice:
|  | Partid                                 | Consilieri | Componența Consiliului | Componența Consiliului | Componența Consiliului | Componența Consiliului | Componența Consiliului | Componența Consiliului | Componența Consiliului | Componența Consiliului | Componența Consiliului | Componența Consiliului | Componența Consiliului |
|  | -------------------------------------- | ---------- | ---------------------- | ---------------------- | ---------------------- | ---------------------- | ---------------------- | ---------------------- | ---------------------- | ---------------------- | ---------------------- | ---------------------- | ---------------------- |
|  | Uniunea Democrată Maghiară din România | 11         |                        |                        |                        |                        |                        |                        |                        |                        |                        |                        |                        |
|  | Partidul Național Liberal              | 1          |                        |                        |                        |                        |                        |                        |                        |                        |                        |                        |                        |
|  | Partidul Social Democrat               | 1          |                        |                        |                        |                        |                        |                        |                        |                        |                        |                        |                        |

## Atracții turistice
- Biserica de lemn Sf. Arhanghel Mihail din Sub Pădure
- Biserica romano-catolică „Sfântul Ioan Botezătorul” din Seuca
- Castelul Rhédei-Rothenthal din Seuca
- Castelul Dániel din Gănești